# Baldur’s Gate: Enhanced Edition
Baldur’s Gate: Enhanced Edition (с англ. — «Врата Балдура: улучшенное издание») — обновлённая версия выпущенной в 1998 году компьютерной ролевой игры Baldur's Gate, разработанная компанией Overhaul Games (подразделение Beamdog) и изданная Atari. Игра была выпущена на платформе Windows 28 ноября 2012 года, а в последующем также портирована на iOS, macOS, Android и Linux. В 2019 году были также выпущены версии для игровых приставок Xbox One, PlayStation 4 и Nintendo Switch. Enhanced Edition включает в себя как оригинальную Baldur’s Gate, так и её дополнение Baldur's Gate: Tales of the Sword Coast.
Baldur’s Gate — это ролевая игра с видом от третьего лица в изометрической проекции, в которой игрок управляет командой искателей приключений, состав которой определяет сам. Группа персонажей под управлением игрока исследует обширный игровой мир, сражается с населяющими его чудовищами и прочими врагами, общается с дружественными персонажами, выполняет задания, получает опыт и развивается, приобретая новые умения. В основе нелинейного сюжета лежит противостояние главного героя и его брата, которые являются детьми мёртвого бога убийц Баала. В переиздании сохранены все составляющие оригинала (сюжет, локации, игровой процесс и персонажи). Кроме того, добавлены новые персонажи, а также отдельное дополнительное приключение The Black Pits, сюжет которого основан на гладиаторских боях. В игровой движок Infinity Engine, адаптированный для работы на новых компьютерах и мобильных устройствах, было также включено значительное число улучшений и исправлений, некоторые из которых были заимствованы из Baldur's Gate II: Shadows of Amn.
Baldur’s Gate: Enhanced Edition получила в основном положительные оценки от критиков, оценивших качество переиздания классической игры. Новые элементы, включённые в игру Beamdog, по мнению обозревателей, достаточно хорошо вписались в созданный BioWare мир, и не выглядели чужеродными. В качестве недостатков отмечались в основном недружественные к современному пользователю особенности ролевой системы, для подготовки к которым обучающие задания, подготовленные Beamdog, могут быть недостаточными, а также технические проблемы, возникавшие у пользователей после выпуска игры. Также отмечались погрешности, связанные с адаптацией управления к сенсорным экранам мобильных устройств.
После выпуска игры Beamdog продолжила работу над её поддержкой, выпустив несколько патчей, содержавших значительное число исправлений, касающихся технической составляющей игры, заданий и игровых механик. 31 марта 2016 года было выпущено дополнение к Baldur’s Gate: Enhanced Edition под названием Baldur's Gate: Siege of Dragonspear, сюжет которого описывает события, произошедшие между концовкой Baldur’s Gate и началом Baldur’s Gate II: Shadows of Amn. На основе наработок, сделанных для Baldur’s Gate: Enhanced Edition выпущены также улучшенные издания других игр на движке Infinity Engine: Baldur’s Gate II, Icewind Dale и Planescape: Torment.

## Сюжет
Действие Baldur’s Gate происходит в наиболее проработанной в рамках второй редакции AD&D игровой вселенной Forgotten Realms, в регионе Побережья мечей. Сюжет игры тесно связан с вышедшей в 1989 году книжной серией «Аватары» и рассказывает о противостоянии главного героя, являющегося одним из детей погибшего бога убийц Баала, и его брата Саревока, желающего получить силу отца.
В основную сюжетную линию оригинальной игры в обновлённой версии не было внесено изменений, однако были добавлены новые персонажи, которые могут стать членами команды главного героя:
- Монах Расаад ун Башир. В детстве он промышлял карманными кражами, но был взят на воспитание группой монахов, обучивших его основам своей философии и боевым искусствам. Потеряв брата в ходе выполнения задания своего монашеского ордена (как считает Расаад, он был убит Теневыми Ворами), он бесцельно скитался в поисках смысла жизни и своей роли в мире. Он присоединяется к команде, чтобы нести в мир свет лунной богини Селуне[12][13][14].
- Дикий маг Нира, полуэльф. После того, как её плохой контроль над врождёнными магическими способностями привел к несчастному случаю, в результате которого в огне погибло несколько её ровесников, она была вынуждена бежать из родных мест, и сейчас её преследуют красные волшебники Тэя, желающие изучать её способности. Она присоединяется к команде героя в поисках защиты и для того, чтобы найти путь обретения контроля над своей магией[12][13].
- Чёрный страж (аналог паладина со злым мировоззрением) Дорн Иль-Кхан, полуорк. Преданный своими компаньонами и заключённый в тюрьму, он заключил сделку с демоном, давшую ему новые силы. Он движим стремлением отомстить предателям, и с этой целью присоединяется к команде[12].
- Колдун Баэлот Барритил, тёмный эльф. Побеждённый командой искателей приключений в битве на арене в The Black Pits, он оказался на поверхности, лишившись значительной части своих сил[15].

Все они имеют классы и навыки, ставшие доступными лишь в Baldur’s Gate II. Новые персонажи могут быть взяты в команду в областях, которые находятся неподалёку от стартовых локаций: с Дорном команда впервые встречается в гостинице «Дружеская рука», а позже к югу от Нашкеля, где он вступает в битву с напавшими бандитами, Нира пытается уйти от преследующих её красных волшебников в северо-восточной части Берегоста, Расаада можно встретить в Нашкеле, а Баэлота можно встретить в Ларсвуде. В отличие от «старых» персонажей, для них написаны диалоги в стиле Baldur’s Gate II: после отдыха или при смене игровой зоны они могут начать разговор с главным персонажем, позволяющий узнать больше об их личности и биографии. Они могут завести романтические отношения с главным героем, причём Дорн является первым в серии бисексуальным персонажем мужского пола. Кроме того, с каждым из них, кроме Баэлота, связаны побочные задания (в общей сложности увеличивающие продолжительность игрового процесса примерно на четыре часа), приводящие в новые игровые области:
- В задании Расаада команда преследует монахов ордена тёмной луны, в которых Расаад опознает тех, кто раньше напал на него в Аткатле. Команде предстоит отправиться в покрытые снегом горы Облачные Вершины, где они должны взять штурмом храм, в котором обосновался культ богини Шар[12]. Вскоре станет известно, что руководит культистами пропавший брат Расаада — Гамаз. Он не желает оставить культ тёмной богини, и в неизбежном сражении оказывается убит[14].
- Нира пытается найти Адоя, престарелого дикого мага, которого считает способным контролировать хаотическую натуру своих заклинаний. Выясняется, однако, что магия Адоя так же непредсказуема, как и магия Ниры, а сам он находится в плену у случайно призванных им гоблинов. Квест завершается после освобождения Адоя, который советует Нире просто принять свою природу, а также победы над идущими по следу диких магов красными волшебниками[20].
- Квест Дорна сводится к убийству двух оставшихся в живых его бывших компаньонов — некромантки Крилл и чёрного стража Симмеона[16].

В мобильной версии изначально игроку доступны только Расаад и Баэлот. Для того, чтобы в игре появились Нира и Дорн, необходимо приобрести соответствующие пакеты DLC.

### The Black Pits
Специально для данного переиздания было создано новое приключение The Black Pits («Тёмные копи» или «Чёрные ямы»), отделённое от сюжетной линии основной игры. Оно представляет собой цепочку боевых испытаний, в которых созданные игроком персонажи выступают в роли гладиаторов на арене. The Black Pits начинается с того, что команду искателей приключений похищает тёмный эльф-колдун Баэлот, который управляет гладиаторской ареной в Подземье. Персонажи должны победить в 15 сражениях возрастающей сложности. Между битвами они могут отдохнуть, пообщаться с самим Баэлотом и джинном — его помощником, а также приобрести новое снаряжение у торговцев (представителей экзотических рас Forgotten Realms — миконид, иллитид и другие), каждый из которых может сообщить кое-что о себе, о Баэлоте и его арене. В последней битве предстоит сразиться с самим Баэлотом и его подручными, чтобы завоевать свободу.

## Игровой процесс
Игровой процесс не претерпел существенных изменений по сравнению с оригинальной Baldur’s Gate, и всё так же основан на моделировании основных правил Advanced Dungeons & Dragons второй редакции, без включения каких-либо изменений на основе более новых третьей и четвёртой редакций. Не была изменена и основная суть игры: это ролевая игра с видом от третьего лица в изометрической проекции, в которой игрок управляет командой искателей приключений, состав которой определяет сам, исследуя обширный игровой мир, сражаясь с населяющими его чудовищами и прочими врагами, выполняя задания. В ходе игры персонажи получают опыт и развиваются, приобретая новые умения. В обновлённое переиздание были включены некоторые новые возможности и исправления, ранее доступные лишь в Baldur’s Gate II. В частности, для персонажа игрока можно выбрать классы и «киты», впервые появившиеся лишь в Shadows of Amn и Throne of Bhaal.

Сравнение графики и интерфейса расширенного издания игры Baldur's Gate: Enhanced Edition с оригиналом

Также в Enhanced Edition используется обновлённая версия Infinity Engine, включающая, по словам разработчиков, более 400 исправлений и улучшений. Значительным обновлениям подверглась визуальная составляющая. В частности, добавлена поддержка высоких разрешений экрана и широкоэкранных графических режимов, что позволило поместить на экране больше объектов. Для желающих поближе рассмотреть происходящее на поле боя включена возможность изменения масштаба колёсиком мыши. Можно также включить подсветку контуров объектов, визуально выделяющую их на фоне местности. Были также обновлены видеовставки: старые видеоролики, которые были отрендерены в программе трёхмерного моделирования, заменены на рисованные. Некоторые анимации и визуальные эффекты, сопровождающие произнесение заклинаний, были заменены на заимствованные из Baldur’s Gate II. В игру были добавлены дополнительные портреты персонажей и варианты реплик персонажа игрока, а также несколько «готовых» персонажей, которые могут быть использованы игроками, не желающими создавать своего.
Изменения в интерфейсе затронули экраны экипировки и характеристик персонажей, было добавлено отображение влияния смены оружия и других предметов на показатели атаки и защиты персонажа. Кроме того, в игру были внедрены некоторые впервые появившиеся в Baldur’s Gate II улучшения, связанные с совмещением одинаковых предметов, таких как стрелы, а также контейнеры для компактного хранения драгоценных камней и зелий. В переработанном журнале заданий заметки, относящиеся к одному и тому же квесту, объединены в сворачиваемый список.
В Enhanced Edition представлена обновлённая версия внутриигрового обучения, предназначенная для того, чтобы ввести новых игроков в курс дела относительно используемых игрой механик Dungeons & Dragons. Начиная с версии игры 2.0, выпущенной 31 марта 2016, добавлены также новые уровни сложности: «сюжетный режим», в котором персонажи не могут умереть, защищены от всех негативных воздействий и имеют максимальные характеристики, и особо сложный режим «наследие Баала», предназначенный для того, чтобы бросить вызов даже опытным игрокам.
Вскоре после выпуска поддержка многопользовательской игры в обновлённой версии ограничивалась прямым соединением. Разработчики обещали включить поддержку матчмейкинга и игры между пользователями с разных платформ в будущих обновлениях. Бета-версия системы матчмейкинга появилась в версии 1.2.0, вышедшей в октябре 2013 года. Совместная игра пользователей, использующих разные платформы (как ПК, так и мобильные), возможна при одинаковой установленной версии игры. Версии для приставок Playstation 4, Xbox One и Nintendo Switch не поддерживают многопользовательскую игру.

## Звук и саундтрек
Игровая музыка включает композиции из оригинальной Baldur’s Gate, а также новые треки, написанные специально для игры Сэмом Хьюликом, автором саундтрека к играм серии Mass Effect: новую главную тему, музыку для The Black Pits и новых областей, связанных с заданиями дополнительных персонажей. По словам Хьюлика, музыка из Baldur’s Gate и Baldur’s Gate II была для него источником вдохновения, когда он начинал свою карьеру игрового композитора, и возможность написать оригинальный материал для саги Baldur’s Gate стала для него осуществлением мечты.
В Baldur’s Gate были озвучены лишь некоторые реплики персонажей, и в Enhanced Edition ситуация не изменилась — соглашение о разработке игры не предусматривало внесение изменений в старый контент. Однако ограничения не распространялись на специально созданные для игры области и персонажей, и в The Black Pits все диалоги полностью озвучены. Также озвучены многие реплики новых компаньонов игрока. Среди актёров, озвучивавших созданных Beamdog персонажей, был Марк Мир, ранее игравший роль капитана Шепарда в играх серии Mass Effect — он участвовал в записи голосов 6 из более чем 40 новых персонажей.

## Разработка и выпуск

### Начало разработки
Компания Beamdog была создана в 2009 году сооснователем Bioware Трентом Остером и бывшим ведущим программистом Bioware Кэмероном Тофером. Непосредственно Beamdog занималась цифровым распространением игр, а разработкой игр стало заниматься её подразделение Overhaul Games. Первыми продуктами компании стали улучшенные переиздания игры MDK2. Благодаря тому, что Остер и Тофер сохранили значительное число контактов с предыдущего места работы, довольно быстро им удалось убедить держателей интеллектуальной собственности на игры серии Baldur’s Gate (Hasbro и Wizards of the Coast как правообладателей ролевой системы Dungeons & Dragons, Bioware и Electronic Arts как владельцев прав на исходный код и графические ресурсы) в том, что их переиздание может стать перспективным проектом. По воспоминаниям Остера, самым сложным этапом было достижение договорённости с Atari, выступившей издателем игры. Значительную помощь в достаточно оперативном согласовании проекта оказали Ричард Иванюк, Грег Зещук и Рей Музика. Со стороны Bioware помощь разработчиком оказывал также Дерек Френч, занимавшийся поиском старых исходных кодов и игровых ресурсов. Арт-директором игры стал Нэт Джонс (он руководил в том числе созданием обновлённых видеовставок). В качестве автора текстов к команде присоединился Дэйв Гросс, имевший большой опыт работы с материалом, связанным с ролевой системой Dungeons & Dragons.
Работа над проектом началась в 2010 году, а официальный анонс игры состоялся в марте 2012 года, с планируемым выпуском летом 2012 года. Изначально предполагалось, что потребуются достаточно небольшие изменения в программном коде Infinity Engine, однако возникшие проблемы с производительностью и стабильностью потребовали более глубоких переделок, в частности, удаления нескольких сотен тысяч строк кода, обеспечивавших работу устаревшей системы многопоточного исполнения, использовавшей разделение данных между всеми потоками исполнения и не приспособленной к работе на более новых процессорах. Разработчикам приходилось разбираться со сложным кодом, который решал проблемы, актуальные в конце 1990-х годов, когда вышла оригинальная Baldur’s Gate, и уже почти забытые в 2010-х.
Соглашение с издателем предполагало, что будет выпущено «HD»-переиздание оригинальной Baldur’s Gate. Разработчики предполагали, что они получат доступ к исходным версиям 3D-моделей и других игровых ресурсов, произведут их очистку, повторно осуществят рендеринг с повышенным разрешением и более качественными материалами и текстурами, а также с большим числом кадров анимации. В случае успеха это позволило бы выпустить версию игры со значительно улучшенной графикой, использующую возросшие аппаратные ресурсы компьютеров. Однако в полученных от Bioware ресурсах не оказалось значительного количества трёхмерных объектов и текстур. Дерек Френч и Трент Остер попытались найти сохранившиеся резервные копии, однако это сделать не удалось. По воспоминаниям ведущего дизайнера Beamdog Филлипа Дейгла, последняя кассета с копией этих данных хранилась в гараже у одного из разработчиков и была испорчена в результате наводнения.
Это сделало невозможным осуществление плана по выпуску HD-переиздания, который был предусмотрен соглашением с Atari. Beamdog пришлось переосмыслить концепцию разработки и предложить Atari выпустить «улучшенное издание» игры вместо полноценного HD-ремейка. Это потребовало перезаключения контракта и нового согласования условий об отчислениях, что отбросило проект почти на год назад. В итоге вместо графических улучшений разработчики сконцентрировались на доработке других аспектов проекта.

### На пути к модернизации
Сложностей разработчикам добавляло наличие многочисленных зависимостей между программным кодом и данными. Так, полученные из используемой Infinity Engine тяжеловесной системы менеджмента игровых ресурсов графические элементы преобразовывались сложным конвейером, позволяющим внести изменения в отображаемый результат (например, в зависимости от используемой экипировки или класса персонажа, перекрасить цвета отдельных элементов), затем накладывались на другие элементы и отправлялись для отображения в виде плиток размером 64×64 пикселя, которые обновлялись на экране по мере необходимости. Подобная сложная система с многочисленными взаимосвязями между отдельными компонентами значительно ограничивала возможности разработчиков по внедрению существенных изменений архитектуры движка. Студии пришлось проделать большой объём обратной разработки, чтобы понять, как функционирует движок, и переписать существенную часть кода — по оценкам Трента Остера, до 90—95 %.
Одной из областей, к модернизации которой разработчикам пришлось приложить значительные усилия, была многопользовательская игра. В исходной версии она использовала интерфейс DirectPlay, который уже не поддерживался и создавал проблемы с производительностью и надёжностью. Разработчики значительно уменьшили сложность кодовой базы, избавившись от DirectPlay, что также позволило впоследствии сделать сетевую игру между пользователями на разных платформах.
С ранних этапов разработки в Overhaul Games появилось понимание, что ключевым элементом успеха переиздания игры должна стать поддержка сообщества фанатов оригинала и создателей модов, у которых они рассчитывали заимствовать фрагменты кода, необходимые для улучшения игры. Изначально работа по формированию сообщества велась через закрытый Reddit с доступом по приглашениям и прямые контакты по электронной почте, однако полные обороты она набрала только с открытием официального форума игры. Разработчики делились с сообществом новостями и новым контентом, чтобы получить полезные отзывы и сделать расширенное издание подходящей платформой для создания пользовательских модификаций. Довольно долго разработчики проводили закрытое бета-тестирование, к которому имели доступ избранные представители сообщества, предоставлявшие разработчикам ценные замечания и предложения. В течение более полугода, которые занял этот процесс, разработчики быстро исправляли замеченные недоработки, в чём им помогали опытные создатели модов.
Добавляя в игру новых персонажей, разработчики стремились заполнить пробелы в ролях, выполняемых уже имевшимися в Baldur’s Gate NPC. Дорн был создан на основе концепции, предложенной Трентом Остером: это должен был быть очень сильный персонаж, существенно повышающий боевую силу команды, однако затрудняющий социальные взаимодействия, в результате чего включение его в команду создаёт серьёзные сложности для игрока. Нира должна была стать эксцентричным персонажем, в котором воплотились представления разработчиком о личности дикого мага с природным талантом, возможности которого она не вполне понимает, с оптимистичным настроем, который сопровождается багажом воспоминаний о негативных ситуациях. Расаад планировался как монах со строгими моральными принципами с детским прошлым мелкого правонарушителя, в котором стремление «жить правильно» входит в конфликт с жизненным опытом. Было решено, что на мобильных платформах Дорн и Нира будут доступны в загружаемом контенте за отдельную плату. Это было сделано, чтобы уменьшить стоимость игры — цена версии для ПК на старте продаж составила $ 20, а для iPad — $ 10.
При создании The Black Pits разработчики стремились продемонстрировать сильные стороны движка Infinity Engine, в частности, возможность реализовать сложные тактические бои. Была создана концепция гладиаторской арены с серией боёв возрастающей сложности, которую после согласования с Wizards of the Coast было решено разместить в Подземье, сделав главным противником тёмного эльфа мужского пола. Такая структура приключения определила его место, отдельное от основной кампании игры, что также позволило сделать битвы более разнообразными, давая возможность игрокам пробовать новые тактические комбинации.
Добавление нового контента потребовало изменений и в сценариях, обеспечивающих работу искусственного интеллекта противников. Были исправлены многие директивы, ранее работавшие неправильно. Также команда имела возможность испробовать новые подходы и оптимизации сценариев, переделав значительное число общих схем действия компьютерных противников и создав особые специально для новых областей.
Одной из ключевых задач разработчиков была адаптация интерфейса игры к мобильным платформам (в первую очередь — iPad), использующим управление пальцами. Дизайном пользовательского интерфейса для планшетов руководил Кэмерон Тофер. Для того, чтобы сделать игру без использования мыши комфортной было необходимо сопоставить наиболее часто используемые действия игрока с привычными для пользователей мобильных устройств жестами (прокрутку экрана — со «свайпами», передвижение и взаимодействие с объектами — с прикосновением), добавить выделенные кнопки для ряда других действий (например, выбор всей группы), адаптировать интерфейс к новому базовому разрешению экрана 1024×768, увеличить портреты персонажей, сделав их более заметными, а также обеспечить соответствие размеров элементов интерфейса. Это был достаточно сложный процесс, требующий значительной переработки программного кода интерфейса, тесно интегрированного с другими системами игры. Тестирование игры на мобильных платформах было поручено сторонней компании iBeta, которая помогла адаптировать игру к различным устройствам линейки iPad.
Неожиданные проблемы разработчикам создал выход бета-версии iOS 6. По невыясненным причинам, на устройствах под управлением новой версии операционной системы происходило значительное снижение производительности игры. Это было обнаружено меньше, чем за месяц до установленной контрактом даты релиза, что привело к тому, что разработчики должны были заниматься решением этой проблемы вместо намеченного исправления ошибок. В итоге пострадало качество выпущенной версии игры.

### Выпуск
Для распространения игры предполагалось использовать собственную платформу цифровой дистрибуции Beamdog, что позволило разработчику осуществлять продажи без выплаты вознаграждения посредникам, а также использовать полученные от предзаказов игры средства для финансирования разработки. Изначально разработчики планировали одновременный выпуск игры для всех платформ, включая Windows, iPad (всех трёх существовавших на тот момент поколений) и MacOS, летом 2012 года, однако необходимый для этого объём работы превысил возможности команды. Не хватило ресурсов и для того, чтобы выпустить игры на приставках: хотя Beamdog вела переговоры с Sony о выпуске игры на Playstation 3, и рассматривала перспективы портирования игры на Xbox 360 и Ouya, однако в связи с тем, что требовалась серьёзная переработка всей схемы управления, разработка версий для консолей начата не была. В итоге выпуск игры был перенесён сначала на 18 сентября, а потом на конец ноября. Разработчикам пришлось также отказаться от планов выпустить коллекционное коробочное издание, так как это не удалось согласовать с издателями.
Первой была выпущена версия для платформы Windows — 28 ноября 2012 года она стала доступна для цифровой загрузки с официального сайта игры. Версия для iOS была задержана из-за обнаруженной критической ошибки и необходимости прохождения процесса одобрения App Store. Её выпуск состоялся 7 декабря 2012 года.

### Поддержка после выпуска

#### 2012—2014
После выпуска игры разработчики продолжили исправление ошибок и недоработок, а также портирование на новые платформы. Достаточно быстро были выпущены два небольших пакета исправлений: 1.0.2010 (8 декабря 2012) и 1.0.2012 (14 января 2013), содержавшие в основном работу над ошибками. 16 января 2013 года игра стала доступна в Steam. 22 февраля 2013 был выпущен более крупный патч 1.0.2014, содержащий помимо исправления большого числа ошибок также пять новых «китов» персонажей и доработки интерфейса. В частности, в версии для iOS, чтобы сделать более простым взаимодействие с объектами игрового мира, на сложности с которым обращали внимание рецензенты, была внедрена технология «умного радиуса», чтобы не требовалось точное попадание пальцем. В этот же день была выпущена версия для MacOS.
Летом 2013 года у Atari и Beamdog возникли разногласия, связанные с заключёнными договорами, в связи с чем 21 июня 2013 года игра была снята с продажи. 15 августа продажи были возобновлены после того, как были согласованы новые договорённости с издателем.
Следующему крупному пакету исправлений была присвоена версия 1.2, он вышел 31 октября 2013 года. В частности, были исправлены серьёзные проблемы с производительностью на интегрированных видеокартах производства Intel, связанные с тем, что игра использовала OpenGL 2.0, который не полностью поддерживался на таких устройствах. Решение этой проблемы потребовало значительных усилий разработчиков. Кроме того, были внесены улучшения в интерфейс пользователя, добавлена бета-версия матчмейкинга для многопользовательской игры, добавлены новые функции для разработчиков модов и исправлено более 300 других недочётов.
Версия для устройств под управлением Android была выпущена 18 апреля 2014 года. 29 августа 2014 года был выпущен патч версии 1.3, содержащий более 200 мелких исправлений, а также небольшие доработки интерфейса и логики заданий. Эта версия также добавила поддержку iPhone. 27 ноября 2014 года была выпущена версия для Linux.

#### 2015—2021
В версии 2.0, выпущенной 31 марта 2016 года, был переработан экран характеристик персонажа, появились подсветка доступных областей на карте местности, всплывающие сообщения об обновлениях журнала заданий, полоски здоровья союзников и врагов. Были добавлены новый класс персонажа «шаман» и «кит» жреца Тира, возможность создать всю команду в начале игры (ранее доступную только в многопользовательском режиме), новые уровни сложности, новые портреты персонажей и возможность тонкой настройки искусственного интеллекта союзников, внесены изменения в баланс и новые графические опции, такие как возможность отображения контуров спрайтов и их подсветки. На платформе Steam добавлена поддержка достижений и «облачных» сохранений. Значительное число изменений коснулось поддержки пользовательских модификаций и внедрения новых функций, доступных для использования создателями модов. Версия 2.1, вышедшая 15 апреля 2016 года, исправляла критические ошибки, найденные после выхода предыдущей версии. Версия 2.2, вышедшая 17 мая 2016 года, содержала исправления ошибок, в том числе повышающие стабильность многопользовательской игры, небольшие обновления интерфейса и графики, локализацию озвучивания реплик персонажей на французский язык и обновление польской локализации, а также новые функции для разработчиков модов. Версия 2.3 содержала мелкие исправления, касающиеся интерфейса и локализации.
Пакет исправлений 2.4 был выпущен для платформы iOS 28 сентября 2017 года, принеся поддержку 64-битных процессоров, необходимую для iOS 11, и большинство исправлений, которые стали доступными в версиях для ПК в предыдущих пакетах исправлений.
Версия 2.5 была выпущена 17 августа 2018 года и содержала, помимо значительного числа исправленных ошибок, новый «кит» жреца Темпуса, доработки, касающиеся взаимодействия персонажей в различных ситуациях, логики заданий и возможности завершить некоторые задания, которые остались незаконченными в оригинальной Baldur’s Gate.
15 октября 2019 года Baldur’s Gate: Enhanced Edition стала доступна на приставках Playstation 4, Xbox One и Nintendo Switch. Для этой версии была ещё раз переработана схема управления: основные действия были сопоставлены с кнопками геймпада, а помимо перемещения курсора мыши правым аналоговым стиком можно использовать прямое управление главным героем левым стиком аналогично приставочной версии Diablo III. Действия, которым не досталось собственной выделенной кнопки (журнал заданий и карта, главное меню, сохранение и загрузка, управление командой), были вынесены в круговое меню. Несмотря на наличие у Nintendo Switch сенсорного экрана, в этой версии он не задействован.
Последний по состоянию на октябрь 2021 года пакет исправлений 2.6, основными особенностями которого стали отказ от поддержки 32-битных систем, новые наборы реплик персонажей, озвученные Марком Миром (известным по роли капитана Шепарда из Mass Effect), добавление портретов персонажей из Adventures of Neverwinter и улучшение стабильности многопользовательской игры и поиска пути персонажами, был выпущен 19 апреля 2021 года.

## Восприятие
| Сводный рейтинг       | Сводный рейтинг                                                         |
| Агрегатор             | Оценка                                                                  |
| --------------------- | ----------------------------------------------------------------------- |
| GameRankings          | (PC) 77,75 % (iOS) 72,18 %                                              |
| Metacritic            | (PC) 78/100 (iOS) 73/100 (Switch) 71/100 (PS4) 81/100 (Xbox One) 83/100 |
| Иноязычные издания    |                                                                         |
| Издание               | Оценка                                                                  |
| Destructoid           | 8,5/10                                                                  |
| Eurogamer             | 8/10                                                                    |
| GameSpot              | 6/10                                                                    |
| GameStar              | 82/100                                                                  |
| IGN                   | (PC) 8,1/10 (iOS) 6/10                                                  |
| PC Gamer (US)         | 77/100                                                                  |
| The Escapist          | [ 69 ]                                                                  |
| TouchArcade           | (iOS)                                                                   |
| 4Players              | (iOS) 39 %                                                              |
| Русскоязычные издания |                                                                         |
| Издание               | Оценка                                                                  |
| «Страна игр»          | (iOS) 9/10                                                              |

Baldur’s Gate: Enhanced Edition получила в основном положительные оценки от критиков: версия для PC, согласно агрегатору обзоров Metacritic, получила среднюю оценку 78 из 100. Shacknews дал положительную характеристику переизданию, назвав его «действительно улучшенной версией классической игры». IGN указал, что «несмотря на недостаток немедленно видимых изменений, Baldur’s Gate хорошо состарилась, и новые игроки смогут провести с ней много приятных часов, если они подойдут к ней с пониманием её всё более устаревающих основ». В Destructoid отмечалось, что Baldur’s Gate была, есть и всегда будет классикой жанра RPG, и что расширенное издание можно рекомендовать как старым, так и новым игрокам, невзирая на мелкие недостатки. Общая оценка Eurogamer не была столь позитивной: обозреватель счёл, что для новых игроков, по какой-то причине заинтересовавшихся Baldur’s Gate, обновлённая версия будет хорошим приобретением (с некоторыми замечаниями), однако не интересующимся новым контентом (который, по его мнению, представляет собой относительно незначительное дополнение к очень большой игре) обладателям оригинала и пользователям, готовым потратить время на «доведение до ума» игры, он рекомендовал пользоваться оригинальной версией с неофициальными модификациями. Похожее резюме содержал и обзор PC Gamer: его автор счёл, что оригинальная игра с неофициальными исправлениями и дополнениями даёт больше возможностей игроку за те же деньги. Многие обозреватели сошлись в мнении о том, что «улучшения» нисколько не изменили оригинал в угоду современному вкусу: это всё та же классическая ролевая игра без вторых шансов и со множеством несправедливо сложных для игрока ситуаций. Одну из самых низких оценок (6 из 10) поставил игре обозреватель GameSpot, назвавший её «разочарованием», так как большая часть улучшений, включённых в Enhanced Edition, уже была доступна в рамках BG1Tutu и других неофициальных модификаций, работающих более стабильно, а многие застарелые проблемы так и не были решены.
Новые персонажи были положительно оценены рецензентами. В обзоре Destructoid отмечается, что они хорошо вписываются в игровую вселенную; не возникает ощущения, что они добавлены лишь для того, чтобы в новой версии игры появился новый контент. В то же время, обозреватель указал, что иногда новые персонажи кажутся слишком болтливыми и надоедливыми. В Eurogamer было отмечено качество описания новых персонажей и озвучивание их реплик, а также вносимое ими в игровой процесс разнообразие. Несколько скептически отнёсся к новым персонажам обозреватель The Escapist, который счёл, что как бы ни были хороши новые персонажи, их добавление вряд ли было осмысленным, учитывая, что в игре уже было примерно 25 NPC-компаньонов.
Обозреватели отметили, что новое поколение игроков, не знакомое с устаревшими, достаточно сложными и несбалансированными правилами AD&D второй редакции ожидает неприятный сюрприз, особенно с учётом того, что новые обучающие задания не являются достаточными, чтобы дать полноценное понимание многих игровых концепций (например, механики THAC0). В PC Gamer указывалось, что многие идиосинкразии оригинальной игры, такие как значительные трудности, возникающие при игре за злого персонажа и устаревшая боевая система, основанная на моделировании бросания невидимых кубиков, для современного игрока выглядят достаточно странно.
Приключение The Black Pits вызвало позитивный отклик критиков. Destructoid назвал его остроумно написанным и интересным отвлечением от основной истории. Обозреватель Eurogamer отметил как небольшой недостаток отсутствие связи этого приключения с основной игрой. В рецензии GameSpot предлагается рассматривать этот режим игры как возможность испытать тактику сражений и попробовать в деле предметы и заклинания, которые в основной игре достаточно трудно получить. Автор отметил быстрый ход действия The Black Pits, в котором одно сражение с большой группой противников или могущественным магом сменяет другое, а уровни набираются очень быстро. Как недостаток он расценил то, что в конечном счёте всё сводится к «гринду» с повторением практически одинаковых боёв. В обзоре IGN предлагалось использовать этот режим в качестве тренировки перед сложностями, которые ждут игрока в основной кампании Baldur’s Gate. В GameStar отмечалось, что двух возможных арен, на которых проходят сражения, недостаточно, чтобы удержать внимание игрока, а прочие сильные стороны Baldur’s Gate, такие как взаимодействие с хорошо проработанными NPC, в этом режиме отсутствуют.
Положительно обозревателями были оценены обновление игрового движка, графические улучшения (в частности, увеличенную область обзора, позволяющую лучше передать масштаб игровых областей) и дополнения, в том числе перерисованные видеовставки. В то же время, обозреватель GameSpot отметил, что некоторые фоны в новых областях являются «ужасными», изменение масштаба лучше не использовать, чтобы объекты не превращались в пикселизованную мешанину, а изменённый стиль является почти столь же устаревшим, как и оригинальные ролики, нарисованные в 3D-редакторе, а новые портреты персонажей выполнены в ином стиле, нежели в оригинале.
Звук и музыка не претерпели существенных изменений в Enhanced Edition, однако обозреватель GameSpot обратил внимание на новые мелодии, которые, по его мнению, хорошо сочетались со старыми, а по поводу голосов новых персонажей указал, что они «не так раздражают, как некоторые из актёров оригинала». В числе недостатков звукового оформления он указал отсутствие звукового сопровождения важных событий, частое повторение боевых кличей персонажей, недостаточное количество возможных вариантов озвученных реплик для главного персонажа и «ужасные» реплики персонажей в диалогах, связанных с развитием романтических отношений. Обозреватель IGN также отметил качественную работу актёров озвучивания в рамках нового приключения The Black Pits.
В числе недостатков игры были названы имевшиеся в ней после выхода и не исправленные достаточно быстро технические проблемы (в частности, «баги» и «вылеты»). В частности, не были решены проблемы с поиском пути, на которые обращали внимание авторы рецензий ещё на оригинальную Baldur’s Gate: персонажи сталкивались друг с другом, выбирали неоптимальные маршруты, застревали в тесных коридорах. В обзоре GameSpot отмечалось, что знакомая по предыдущим играм серии фраза «вы должны собрать свою команду, прежде чем двигаться дальше» (англ. You must gather your party before venturing forth) хотя и вызывает ностальгические чувства, но всё же является напоминанием о старых технических недоработках. Также он сообщил о падении частоты кадров, которое проявляется при комбинировании эффектов дождя и заклинаний, время от времени возникающем мерцании, размытом тексте и недоработках интерфейса пользователя, в частности, отсутствии возможности изменять графические настройки по ходу игры. Обозреватель Eurogamer отметил также и иные мелкие недоработки, сохранившиеся даже после выпуска нескольких пакетов исправлений: неточности в текстах, странный порядок записей в новом журнале заданий, отсутствие реакции на щелчки мышью и тому подобное. В то же время, он отметил, что несмотря на то, что эти проблемы раздражают, ни одна из них не является критичной для игры.
В отношении версии для iOS обозреватель TouchArcade отметил недостаточную приспособленность интерфейса игры к управлению пальцами, в частности, необходимость постоянно прокручивать экран свайпами и недостаточно разборчивую графику на небольшом экране таких устройств, как iPad Mini или смартфон. В числе более мелких проблем он назвал отсутствие графических настроек, в частности, яркости изображения. В целом он назвал этот порт игры «несовершенным, но достойным восхищения». Весьма негативный отзыв на эту версию (с оценкой 39 %) опубликовало немецкое издание 4Players, сославшись на недостаточную адаптацию к управлением пальцами, отсутствие визуального отклика на многие действия, приводящее к отдаче ошибочных команд, пикселизацию графики при увеличении масштаба и другие, более мелкие ошибки и сбои. Обозреватель IGN, помимо недостатков адаптации управления и нечёткую реакцию на «тапы» пальцами, отметил падение частоты кадров при использовании некоторых заклинаний и «вылеты» при сражениях с большим числом участников и отсутствие подсказок, которые в ПК-версии появлялись при наведении мыши на интерактивные объекты. Отдельно он остановился на недружественном к пользователю дизайне экрана экипировки и других интерфейсных экранов, в которых легко выполнить неправильное действие и трудно отличить друг от друга похожие элементы. В то же время, он указал, что другой подобной RPG, на протяжении 100 часов вознаграждающей пользователя боями и сюжетными деталями, в App Store просто нет. Претензии относительно адаптации управления, которые называются одним из основных недостатков, содержатся и в других обзорах для этой платформы, опубликованных изданиями Pocket Gamer (оценка 3/5), RPGFan (69 %), 148Apps (4/5) и другими. Иное мнение высказал обозреватель GameStar, назвавший схему управления «удивляюще приятной», а мелкие неудобства — не влияющими на ход игры.
Вышедшая в 2019 году для приставок Playstation 4, Xbox One и Switch версия игры также получила в целом положительные отзывы критиков. Большинство обозревателей отметили качественную работу по переносу игры на новые устройства, однако по поводу управления оценки разошлись: так, Vandal назвал его требующим применения абсурдных комбинаций кнопок, в то время как в The Official Xbox Magazine говорилось, что адаптация управления была проделана настолько хорошо, насколько это вообще было возможно для игры подобного плана. В целом, несмотря на небольшие недоработки интерфейса, а также показывающую свой возраст графику, обозреватели сочли эти версии хорошей возможностью для консольных игроков приобщиться к классике ролевых игр.
Летом 2018 года, благодаря уязвимости в защите Steam Web API, стало известно, что точное количество пользователей сервиса Steam, которые играли в игру хотя бы один раз, составляет 745 407 человек.

## Продолжения и связанные игры
Наработки, полученные при подготовки Baldur’s Gate: Enhanced Edition были использована Beamdog для расширенных переизданий других классических игр, использовавших «движок» Infinity Engine. 15 ноября 2013 года для PC и Mac была выпущена Baldur’s Gate II: Enhanced Edition, включавшая, помимо контента Baldur’s Gate II: Shadows of Amn и Baldur’s Gate II: Throne of Bhaal, новые функции и обновления из Baldur’s Gate: Enhanced Edition, а также четырёх дополнительных персонажей и созданное специально для этого издания приключение Black Pits 2.
30 октября 2014 года была выпущена Icewind Dale: Enhanced Edition, включавшая весь контент оригинальной Icewind Dale, выпущенной в 2000 году, а также её дополнения Icewind Dale: Heart of Winter и Trials of the Luremaster, а также новые классы и «киты» персонажей, заклинания, предметы и шесть заданий, дополненных контентом, вырезанным из исходной игры.
31 марта 2016 года состоялся выпуск дополнения Baldur’s Gate: Siege of Dragonspear, действие которого происходит после событий Baldur’s Gate. Оно заполняет сюжетный пробел между первой и второй частями Baldur’s Gate, рассказывая о приключениях главного героя после победы над Саревоком.
11 апреля 2017 года произошёл релиз Planescape: Torment: Enhanced Edition, улучшенного переиздания вышедшей в 1999 году ролевой игры Planescape: Torment. От выпуска переиздания Icewind Dale II, последней из игр, использовавших Infinity Engine, Beamdog была вынуждена отказаться из-за того, что так и не удалось найти исходный код игры, который существенно отличался от использовавшегося в более ранних играх.
В планы Трента Остера входило после выпуска переизданий классических игр и дополнения Siege of Dragonspear получить от правообладателей разрешение на разработку полноценного продолжения серии Baldur’s Gate. Однако в итоге разработка Baldur’s Gate III была поручена Larian Studios. Последним из расширенных переизданий, разработанных Beamdog, стало Neverwinter Nights: Enhanced Edition, выпущенное 27 марта 2018 года и включавшее контент разработанной Bioware классической игры 2002 года Neverwinter Nights и её дополнений.